# T–72
A T–72 Ural harckocsi, amelyet a Szovjetunióban terveztek az Uralvagonmas vállalatnál 1971-ben, és 2005-ig Oroszországban is gyártottak. Több mint harminc éve egyike azon kevés harckocsiknak, amelyeket öt országban is gyártottak, és amelyeket alaposan továbbfejlesztettek, egyes modelleket ma már licenc alapján gyártanak, több más változatnak pedig változó volt a sorsa, a prototípusoktól kezdve egészen az olyan fejlett harckocsikig, mint a T–90SZ, vagy a T–90MSZ. 1974-ben lépett aktív szolgálatba, és ma is számos ország páncélos hadtestének nélkülözhetetlen része. Ma a T–34 és az M4 Sherman után ez az egyik legszélesebb körben gyártott típus a világon, több mint 40 000 darabot állítottak szolgálatba világszerte. Ez az Orosz Fegyveres Erők egyik legnagyobb számban szolgálatban lévő harckocsi típusa, 2004-ben közel 5000 darab volt belőle, és még többet használtak utóvédként és más projektekben.

## Története
Fejlesztése 1967-ben kezdődött, a T–62 tervezője, Leonyid Karcev vezetésével, Valerij Venyegyiktov főkonstruktőr irányítása alatt Nyizsnyij Tagilban, az Uralvagonzavod üzem tervezőirodájában folyt azzal a céllal, hogy előállítsák a T–62 egy modernizált, a korszerű harctereknek megfelelő változatát, jelentősen megnövelt frontális védelemmel és 125 mm-es löveggel. A létrehozott 167 (nagymértékben módosított, hosszabbított T–62) alapján indult meg a munka, azonban a hadvezetés kikötötte, hogy új, a T–64-ben használt motornál és töltőnél egyszerűbb kivitelű és megbízhatóbb részelemeket kell beépíteni. Tévhit, hogy a T–64 olcsóbb változatának szánták volna, már csak azért is, mert a T–72 gyártása drágább volt.
A 167-es modell számos elemet átemelt a T–64 harckocsiból, így a teknő front-páncélzatát és több elektronikai eszközt. Ugyanakkor számos ponton eltért, mert a már hadrendbe állított T–64 harckocsik üzemeltetése során problémák jelentkeztek a motor, a futómű és az automata töltőberendezés megbízhatóságával. 1968–1969-ben többféle módosított T–64-gyel végeztek teszteket. Kipróbálták a T–64A harckocsit a V–45 típusú dízelmotorral, a harkovi Morozov Tervezőirodában kifejlesztett új hűtőberendezéssel, valamint más példányokat a V–45 dízelmotorral, a Nyizsnyij Tagil-i Uralvagonzavod tervezőirodájának új, kétszintes automata töltőberendezésével és elszívó rendszerével felszerelve. Az összehasonlító tesztek a változtatásokkal a T–64 megbízhatóságának javulását mutatták.
A T–64 fejlesztése során nyert tapasztalatok felhasználásával átépített a 167-es objektumra alapuló járműbe 1969 novemberében a korszerűbb és nagyobb teljesítményű, 573 kW-os (780 LE) V–46 dízelmotort építették, és a harckocsik a Nyizsnyij Tagilban tervezett új, nagyobb futógörgőkkel épített futóművet kapták.
A jelentős módosításon átesett változat kapta a 172-es objektum gyári típusjelzést. 1973-ban a szükséges teszteket és csapatpróbát követően T–72 típusjelzéssel és Ural néven rendszeresítették a Szovjet Hadseregben. A T–64, a T–64A számos lényegi módosítással előállított váltótípusa a T–80 lett.

## Műszaki jellemzői
A jármű elejében az üzemanyagtartályok között ül a vezető, a toronyban kapott helyet a parancsnok és a tüzér, aki szükség esetén a töltő szerepét is betölti (amikor elromlik az automata töltő). A torony alatt található a forgó lőszertároló, amiből egy elektro-hidraulikus rendszer tölti a löveget. A lőszertartalék közel fele (a pontos mennyiség típusonként változik) a jármű belsejében az oldalfalakhoz, és az üzemanyagtartályokhoz rögzítve került bemálházásra, ez azonban az elégő lőszerhüvelyek miatt tűzveszélyessé teszi a típust.
A motor - a T–55-höz hasonlóan - a torony mögött keresztben van elhelyezve, amely mögött van az átviteli mű, és afelett a hűtőrendszer. A jármű nagy hiányossága, hogy a nyugati járművekkel ellentétben tervezésekor nem vették figyelembe a könnyű szerelhetőség és ergonómia kívánalmait eléggé, ezért a motortér és a torony is zsúfolt, az egyes elemek elérhetősége nehéz. Nem igaz az a nézet, hogy egyszerűsége miatt megbízható a jármű. A T–72 üzembiztonsága meglehetősen alacsony, különösen a hetvenes évek technikai színvonalán tervezett elektronikai és hidraulikai egységek hajlamosak elromlani, ráadásul az esetek jelentős részében a hibás elemek nem javíthatók, hanem cserélni kell őket. Emellett a komplex töltőmechanizmus is hajlamos meghibásodni, amin csak a T–72B szériánál sikerült némi javulást elérni. Összességében bármilyen karbantartási munka lényegesen tovább tart és több erőforrást igényel, mint akár egy Leopard 2 esetében. A lengyelországi tapasztalatok alapján ezért a T–72 üzemben tartása drágább, mint a korszerű nyugati harckocsiké.
Jelenleg több mint 45 országban teljesít szolgálatot, a legyártott példányok száma eléri a harmincezret. A 780 (egyes változatoknál több mint 800) lóerős dízelmotorral hajtott jármű mozgékonysága és terepjáró-képessége kiváló. Célfelülete relatíve kicsi, a terepfedezetet jól ki tudja használni, de a hőkibocsátása infravörös érzékelők számára könnyen felderíthetővé teszi. Mint minden harckocsi, leginkább a levegőből érkező támadás ellen védtelen. A T–72-es harckocsi egy üzemanyag feltöltéssel 480 km-t képes megtenni. A dízelmotor üzemanyaga alapesetben gázolaj, de az adagolószivattyú kenését nem a tüzelőanyag végzi (be van kötve a motor kenési rendszerébe), ezért alacsonyabb teljesítményen, de petróleummal vagy akár benzinnel is üzemeltethető. Beépített előmelegítő berendezésnek köszönhetően nagy hidegben is (viszonylag) könnyen indítható. A dízelmotor légnyelése (a gázturbinához képest) kicsi, ezért légzőcsővel víz alatt kb. 1 kilométert képes megtenni. Speciális légtisztító (centrifugális porleválasztó + légszűrő) rendszerének köszönhetően a harckocsi vegyi- és nukleárisan szennyezett környezetben is tovább tevékenykedhet.

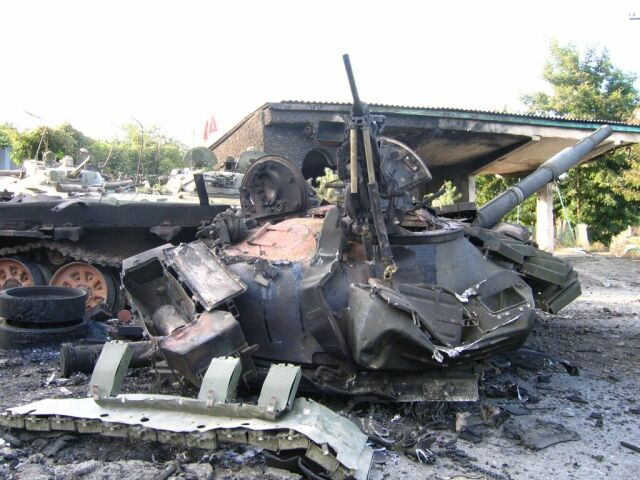
Belső lőszerrobbanás miatt megsemmisült harckocsi - a jármű legnagyobb gyengesége a rendkívül nagy gyúlékonyság

A jármű továbbfejlesztett változatai sikeresek a nemzetközi piacon, ezért azokat több országban sem váltották le mind a mai napig a T–72 leváltására szánt T–90 harckocsikkal, vagy más típussal. Az 1990 után gyártott orosz T–72-esek korszerű, francia licencen alapuló tűzvezető rendszert kaptak, digitális fedélzeti számítógéppel. A ballisztikai számítógép a szélsebesség érzékelő és a lézeres távmérő adatai alapján kiszámítja a lövedék várható röppályáját, így a tüzér által kijelölt célhoz képest egy meghatározott előretartással tüzel a löveg. A nyugati harckocsikhoz hasonlóan a jármű rendelkezik hagyományos optikai céltávcsővel a digitális rendszer hibájának esetére, így hiba esetén sem válik harcképtelenné.

### Fegyverzet
A harckocsiparancsnok a lövegtoronyban a csőfartól jobbra, az irányzó balra ül. A 125 milliméteres ágyút egy 12,7 mm-es légelhárító és egy - a löveggel párhuzamosított - 7,62 mm-es géppuska támogatja. Egyes modellekre ágyú helyett rakétavetőt építettek. A korai járművek sztereoszkopikus optikát használtak, majd a T–72A modelltől (1979 és 1985 között gyártották) lézeres célkövetővel szerelték fel, éjjellátó berendezést és új motort kapott. Többek között ilyenekkel rendelkezik India, Irán, Szíria, Algéria, Líbia, Kuvait, sőt Finnország is (bár a finnek elkezdték a leváltásukat). 1985 óta csak a B modellt gyártják, ennek jobb a stabilizátora és erősebb a motorja, az ágyú hatásos lőtávolsága pedig 4000 méter.
A 125 mm-es, sima csövű, lézeres távolságmérővel felszerelt löveg képes más harckocsik megsemmisítésére, főleg ha oldalról vagy hátulról lepi meg azokat. Nyílt terepen, megfelelő taktika mellett ez ritkán fordul elő, de városi harcokban nehezen kerülhető el, hogy a szűk utcákban, vagy más fedezet alatt megbúvó harckocsik váratlan irányból tüzelhessenek.
A lövegből páncéltörő rakéta (ATGM) is indítható, amely akár 4000 méterig is hatásos, és 550 mm acélon tud áthatolni. A harckocsi fegyverzetéhez tartozik egy, a löveggel párhuzamos géppuska, és még egy, a toronyra felszerelt, mozgatható "légvédelmi" géppuska, amely azonban a tapasztalatok szerint nem hatásos nagy sebességű légi célok és harci helikopterek ellen sem, így azt is inkább élőerő, gépjárművek, és könnyű páncélozott eszközök (gyalogsági harcjárművek) ellen alkalmazhatják eredményesen.

### Védettség
A korai T–72 tömör öntött acél toronnyal készült, alapvetően a T–62 alapján, de jelentősen megnövelt (280-380 mm) legnagyobb vastagsággal. A teknő frontpáncélja a T-64 megoldását örökölte, azaz 80 mm vastag külső és 30 mm-es belső, 68°-ban döntött páncéllemezek között két, összesen 105 mm vastag üvegszálas poliuretán került. Ezzel a jármű frontális védettsége megközelítőleg kinetikus lövedékkel szemben 400 mm, a teknő pedig kumulatív fegyverek ellen 500 mm vastag függőleges hengerelt acélpáncéllal egyenértékű védelemmel rendelkezett. Azonban fontos kiemelni, hogy a lövegpajzs, a vezető búvónyílása előtti rész, és a jármű elejének alsó 30%-a, az oldalsó és hátsó részek lényegileg a T–62 védettségét tartották meg.
A T–72A és T–72M páncélzatát jelentősen módosították, hogy a torony is a teknővel azonos védettséget kapjon, ennek érdekében a torony 530 mm maximális vastagságú páncélzatából 130 mm-t a kvarcüveg betét tette ki. A T–72M1 páncélzatát a teknő frontpáncélja esetében további 16 mm-es keményített acél réteg ráhegesztésével erősítették. Érdekesség, hogy a BDD páncélzattal kiegészített T–55AM járművek védettsége a kumulatív lőszerek ellen meghaladta a T–72M járművekét.
A T–72B lényegileg különböző páncélzattal készült, ezért e jármű szerkezetileg is eltér a korábbi változatoktól, tulajdonképpen a korábbi T–72 járművek és a B változat között legalább akkora a különbség, mint a T–64 és a T–80 között. Így a T–72A és M semmilyen módon nem alakítható át B-vé, ennek jelentősége a PT–91 és T-72M3 kialakításában döntő volt. A T–72B páncélzata a tévhitekkel ellentétben nem tartalmaz kerámiát (a "nyugati" harckocsikhoz hasonlóan). A jármű üreges öntött torony-páncélzattal készült, ennek külső 130 és belső 40 mm vastag fala  400-450 mm széles üreget képez. Ebbe a T–55AM-re kifejlesztett BDD páncélzat tapasztalataira alapuló, ú.n. deformálódó lemezpáncél (броня с опадающими листьями) rendszere került, amelyben a rideg (törő) és rugalmas (hajló) lemezek, valamint a közöttük lévő légrések mechanikusan károsítják a behatoló lőszert. Védettsége kinetikus lőszerek ellen 450-500, kumulatívok ellen 700-800 mm-re nőtt, amelyet a később felszerelt külső robbanó-reaktív páncélzat is fokozott. A T–90 páncélzata gyakorlatilag megegyezik ezzel, csupán a lemezpáncélban használt polimereket cserélték korszerűbbekre. Archiválva 2017. október 10-i dátummal a Wayback Machine-ben
Az újabb típusokon megtalálható a Kontakt-5 reaktív páncélzat, ami a kumulatív működésű páncéltörő rakéták ellen nyújt védelmet. A reaktív páncélzat kis méretű robbanótöltetekből áll, ezek találat esetén felrobbannak, így mielőtt a rakéta által kibocsátott ún. kumulatív sugár elérné a páncélzatot, és megkezdené annak átfúrását, a reaktív töltet csökkenti a plazma koncentrációját, ezáltal a páncéltörő képesség hatásosságát. Kinetikus (APFSDS) lőszerekkel szemben is hatékony, mivel azokat a robbanás és az ERA mozgó fémrészei fizikailag károsítják.
Fontos kiemelni, hogy az orosz haderőben rendszeresített T–72B, ennek exportváltozata a T–72Sz, és az ezekre alapuló T–72BM (ebből jött létre a T–90 némi átalakítással) frontális relatív védettsége közel kétszeres a hazánkban is használt A és M szériákhoz képest. 
Minden T–72 széria rendelkezett (bár igen eltérő fejlettségű) NBC védelemmel és tűzoltórendszerrel. A T–72 legnagyobb hátránya azonban a jármű belső kialakításában található. Az elégő burkolatú lőszerhüvelyek a jármű belsejében találat esetén nagyon könnyen tüzet fognak és ez a járművet teljesen megsemmisítő belső robbanást okoz szinte minden esetben. Ezt még a T–72B fejlettebb tűzoltó rendszere sem tudja ellensúlyozni, ezért a T–72 változatai nagyságrendileg nagyobb eséllyel pusztulnak el olyan találat esetén (pl. RPG oldalsó találata), ami után a nyugati járművek még javíthatóak maradnak. Belső elektromos hiba okozta szikra is elég ilyen detonáció bekövetkeztéhez.

## Típusváltozatok

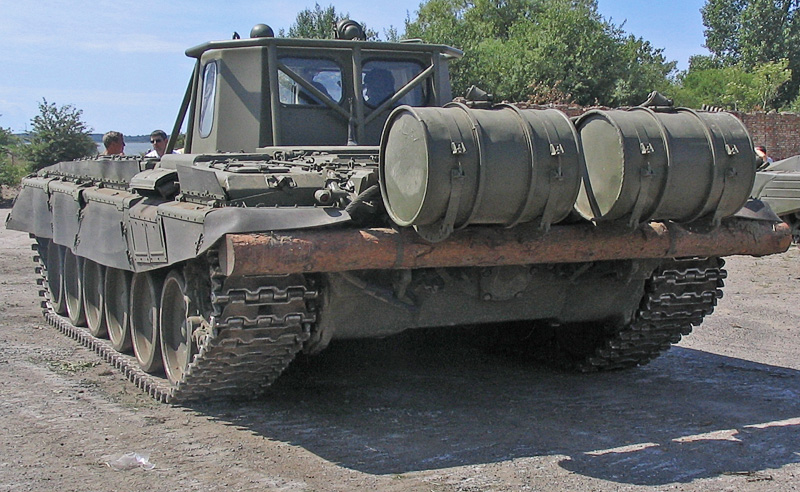
A T–72-es oktató verziója

A sorozatgyártás során készült változatok:
- T–72 – Alapváltozat, képosztásos optikai távmérővel, tömör öntöttacél toronnyal.
  - T–72K – Parancsnoki változat.
- T–72A (1979) – A T–72 modernizált változata TPDK–1 lézertávmérővel, TPN–3–49 éjszakai irányzékkal és L–4 infrafényszóróval, kompozit páncélzattal, új harckocsiágyúval, 902B ködgránát-vetővel, V–46–6 motorral felszerelve.
  - T–72AK – A T–72A parancsnoki változata.
  - T–72AV (1985) – A T–72A dinamikus páncélvédelemmel ellátott változata.
- T–72M (1980) – A T–72A egyszerűsített kivitelű, némileg csökkent harcértékű exportváltozata, Csehszlovákiában és Lengyelországban is gyártották.
  - T–72M1 (1982) – A T–72M megerősített páncélzatú, modernizált változata, Csehszlovákiában és Lengyelországban is gyártották.
- T–72B – Jelentősen áttervezett, a korábbiaktól szerkezetileg is különböző generáció, mely új reaktív eleven működő páncélzatot, új tűzvetető rendszert és fokozott ABC védelmet kapott. Képes 9M119M Refleksz–M irányított páncéltörő rakéta indítására a lövegcsőből.
  - T–72BK – A T–72B parancsnoki változata.
  - T–72B1 – A T–72B egyszerűbb felszereltségű változata. Nem rendelkezik a rakétaindítás képességével.
  - T–72SZ (1987) – A T–72B exportváltozata, eredeti típusjelzése T–72M1M volt. A T–72B típusnak a T–72M páncélvédettségi szintjére feljavított verziója.
  - T–72BM – A T–72B továbbfejlesztett változata (nevezik még T–72B Model 1990-nek is), Kontakt–5 reaktív páncélzattal felszerelve, valamint nagyobb teljesítményű V–84MSZ motort és új, univerzális UMS lánctalpat kapott a korábbi RMS helyett. Ebből alakították ki a T–90 harckocsit, illetve a két járműsorozat fejlesztése párhuzamosan folyt.
  - T–72B2 – Modosították a torony és a járműtest felszereléseit és passzív védelmüket: felszerelték a Rogatka fantázianevű acélléc-kötényezéssel a harckocsitest hátsó felét, valamint a Relikt fantázianevű harmadik generációs reaktív védelmet adó ERA-lemezekkel.
  - T–72B3 (2011) – .
  - T–72B3 (2014) – A T–90-ben alkalmazott harckocsiágyú-változatot – 2A46M5 – alkalmazza, nagyobb teljesítményű, 840 kW-os motorral üzemel.
  - T–72B3 (2016) – A 2017-es Tank Biathlon idején állították ki az oroszországi Alabino-i kiállításon.
  - T–72B4 – T–72B3M-nek is nevezik. A legutolsó T−90-változat műszereit, felszereltségét alkalmazza. Első példányait a belarusz hadsereg vette át 2017-ben, 2020-ban az orosz nyugati és déli katonai körzetek állományába 120 darab erre modernizált T–72-t terveztek hadrendbe állítani.

Külföldi változatok:
- M–84 – Jugoszláv javított változat kvarc helyett gránitot tartalmazó páncélzattal, Jugoszlávia (450 db) és Kuvait részére (200 db) készült.
  - M–84AS1 – szerbiai továbbfejlesztett változat: javított motor, irányzó- és tűzvezető rendszer, valamint külső moduláris pót- és reaktív páncélzat (test és torony).
- PT–91 Twardy – A T–72M1-en alapuló lengyel változat, ERAWA kiegészítő páncélzattal.
- T–72M2 (Moderna) – Szlovákia által készített változat, új tűzvezető rendszer, motor, reaktív páncélzat, lézerbesugárzás jelző, valamint opcionálisan két 20 mm-es légvédelmi gépágyú a torony hátsó oldalán.

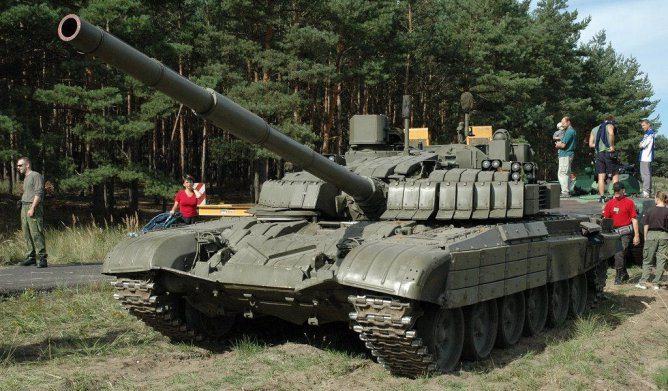
Modernizált slovák változata a T–72

- T–72M3CZ – Cseh változat, javított motort, tűzvezető rendszert és reaktív páncélzatot kapott.
- T–72M4CZ – Cseh változat, új tűzvezető rendszer, motor, reaktív páncélzat. A harci tömeg 48 tonnára nőtt.
- TR–125 – A T–72 Romániában gyártott kísérleti változata megerősített páncélzattal és erősebb motorral.
- T–72MP – Az ukrán harkivi Morozov Tervezőiroda által modernizált változat. A modernizálás során erősebb (ukrán TD6–2) motort, új harckocsiágyút és hőképalkotóval ellátott francia SAVAN–15 tűzvezető berendezést kapott.
- T–72AG – Az ukrán harkivi Morozov Tervezőintézet által készített modernizált változat.
- T–72–120 – Az ukrán harkivi Morozov Tervezőiroda által készített, szabványos 120 mm-es NATO-lőszerek használatára alkalmas harckocsiágyúval felszerelt változat.
- Zulfiqar – A T–72, valamint az amerikai M48 és M60 típusok fődarabjaiból épített iráni harckocsi.

## Alkalmazási tapasztalatok
Első harci bevetésére korlátozott sikerrel az 1982. évi Libanoni háborúban került sor szíriai oldalról. Ekkor nyilvánvalóvá vált, hogy a régi 105 milliméteres lövegek APFSDS lőszerei (M60 Patton és Merkava I) még viszonylag nagy távolságról is képesek áttörni a T–72 és T–72M páncélzatát. Ezért előbb ideiglenes megoldásként létrejött a T–72A, és a T–72M1 változat, majd a nyolcvanas évek derekától a jóval védettebb T–72B lett a szovjet erők fő típusa.
Az Öbölháború előtt, (1980 környékétől) elkezdték felszerelni a szovjet T–72-eseket a jelentős többletvédettséget nyújtó reaktív páncélzattal, az iraki hadvezetés rendelt és állított szolgálatba Lengyelországban kifejlesztett, az izraeli ERA-hoz hasonlító reaktív páncélzatot járművein (ERAWA-1). Ezek darabszáma nem ismert, valószínűleg a „Köztársasági gárda” (vagy dandár) harckocsijainak egy részét szerelték fel velük, kis számuk miatt jelentőségük nem tűnik nagynak.

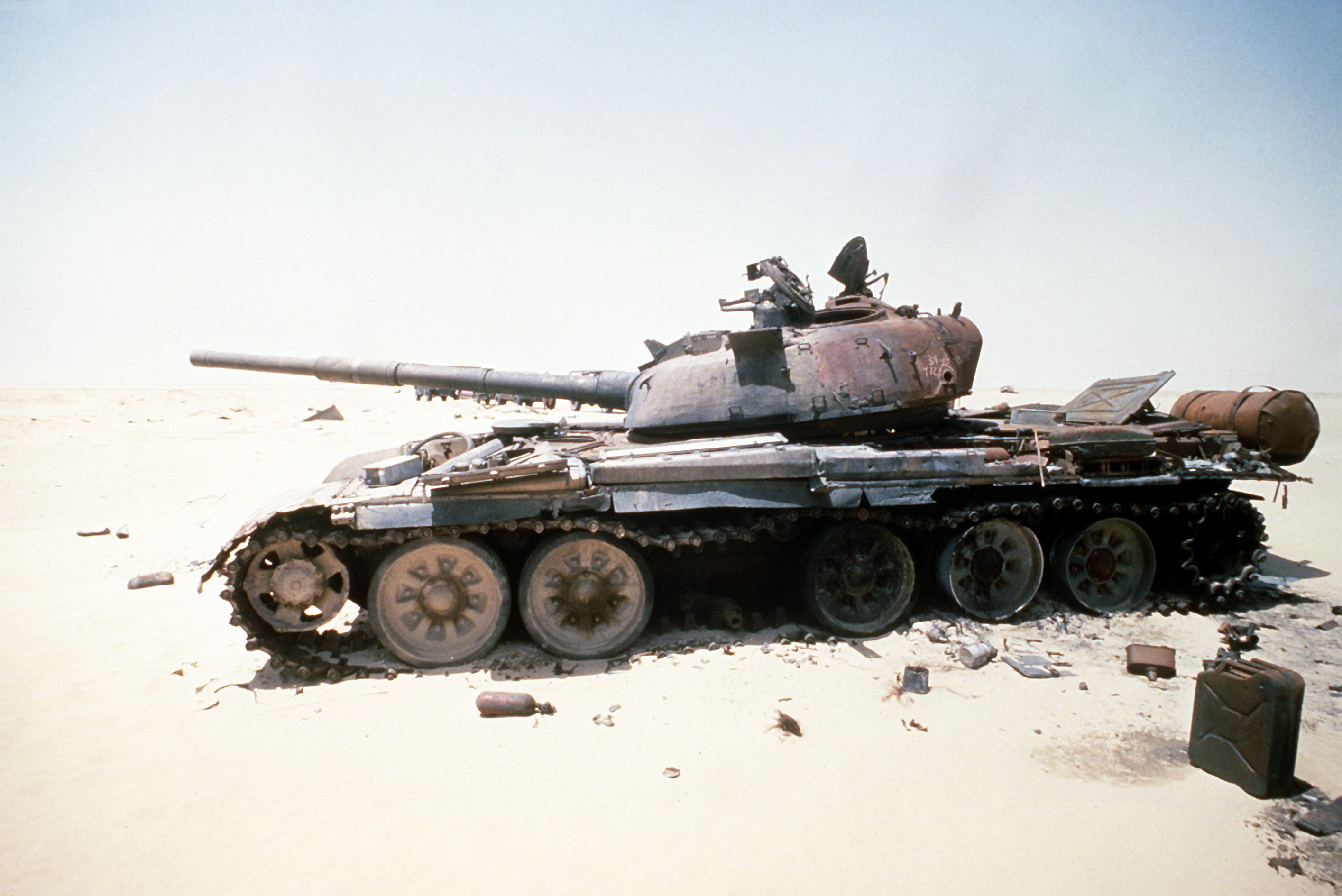
Kilőtt iraki T–72 az Ali Al Szalem légitámaszpont közelében. Jól megfigyelhető egy kumulatív lövedék-becsapódás a torony bal hátsó felén

A koalíciós haderő a legmodernebb (de lényegileg az T–72M1-gyel egyidős!) fegyverzet (M1 Abrams, Challenger 1) mellett a régebbi típusokat  (AMX–30, M60A3, Chieftain) is sikerrel vetette be az iraki páncélos erőkkel szemben. A tévhitekkel ellentétben ugyanis (különösen miután a felderítést az olajtüzek füstje nehezítette) számos harckocsicsata zajlott le a háborúban. A harckocsi-harckocsi harcok tapasztalatai alapján még ezen elavultabb járművek is sikeresen vették fel a harcot a T–72M ellen, különösen annak gyenge elektro-optikai felszereltsége miatt.
További jelentősebb hatása volt az eltérő hadvezetési filozófiának és az iraki harckocsizók képzetlenségének, amelyeknek következtében sok T–72-est oldalról vagy hátulról lőttek ki a sivatagban. A harckocsikat nem megfelelő körültekintéssel állították fel, így könnyen megkerülhetőek voltak. Két szempontból valóban jelentős hátrányban voltak a T–72-esek az amerikai harckocsikkal szemben: egyrészt az éjjellátó berendezésük gyengébb (ez a felgyújtott olajkutak füstje miatt nappal is jelentős tényező volt), másrészt a T–72-est harcképtelenné tévő találatokat általában nem élte túl a személyzet, míg a találatot kapott nyugati harckocsik többsége javítható maradt.

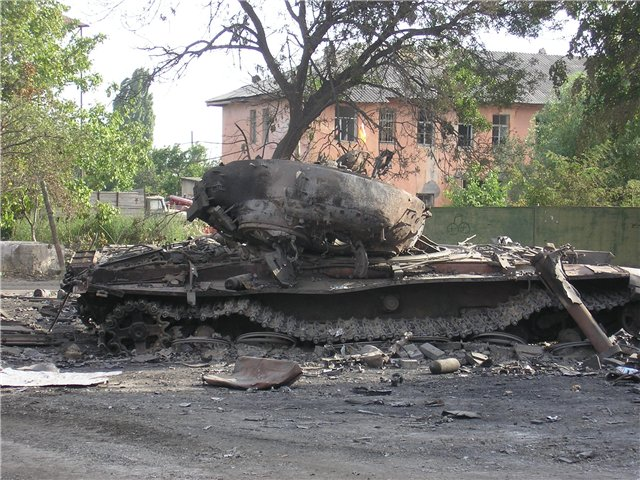
Grúziában kiégett T–72

Még ahol a jobban képzett gárdaseregek használatában álló BMP–1-gyel és T–72M-el felszerelt csapatok harcoltak az amerikai járművek ellen (1991. február. 23., Easting 73) ott sem tudtak sikereket elérni, mert a jobb kommunikáció és a tüzérek jobb kiképzése miatt a 4 amerikai páncélos dandár frontális összecsapásban letarolta a három iraki páncélos csapatot, 340 páncélost kilőve, miközben csak egy sajátot vesztettek.

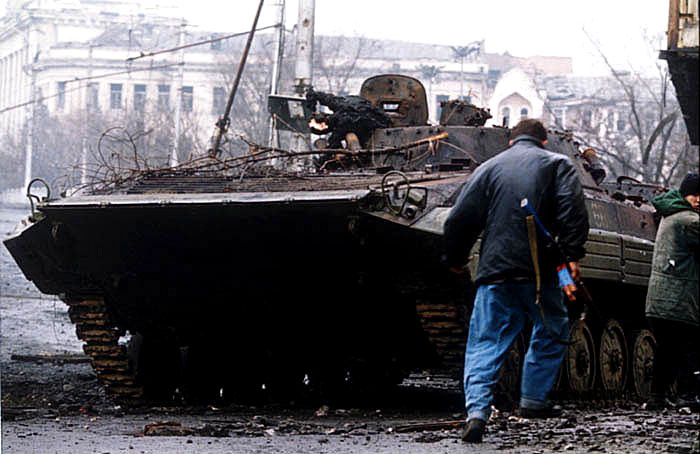
Csecsenföldön kiégett orosz harcjárművek

Az Afganisztáni, Csecsenföldi és Grúziai harcokban a T–72A rendkívül leszerepelt, még az elavultabb páncéltörő eszközök (RPG-7) ellen is védtelennek bizonyult, ráadásul a sorozatos műszaki hibák miatt is sok járművet vesztettek. Pozitívumként azonban megemlíthető, hogy a nyugati járművekhez képest a T–72 optikai berendezése védettebb kialakítású. A tagolt terepen a T–72 lövegemelési korlátai és megfigyelési képességei szűknek bizonyultak, míg a támogató BMP-2 járművek (amelyek fegyvere jó lett volna a tagolt és városi terepen) gyenge páncélzatuk miatt voltak használhatatlanok. Emellett a nem megfelelően képzett sorkatonák harcértéke is megkérdőjelezhető volt a bevetett csapatok esetében. A T–72B már lényegesen jobban szerepelt, mivel legalább szemből védett volt a legtöbb, a csecsenek kezében lévő páncéltörő fegyver ellen, köztük a legkorszerűbb nyugati eszköz ellen is. A tapasztalatok hatására alakították ki az új, harmadik generációs orosz robbanó-reaktív páncélokat, a T–72B új változatait és a BMPT harcjárművet, míg a T–72A-k és T–80-k tömeges kivonása megindult.
Az egyéb alkalmazó országok harcaiban szintén nagy problémát jelentett a T–72 gyúlékonysága, aminek kapcsán gyakran a korai Sherman harckocsikhoz hasonlította a média. Leginkább nyílt terepen, jó látási viszonyok között lehetett bevetni a típust, azonban ki kell emelni, hogy az exportált T–72M járművek harcértéke kisebb, mint az oroszoké, hiszen lebutított változatról beszélünk. A délszláv háború, az örmény-azeri harcok és a szíriai polgárháború kiváló példa erre.

## Harci alkalmazás
A T–72 első harci alkalmazására 1982-ben Libanonban, a Bekaa-völgyben került sor, ahol a szíriai hadsereg alkalmazta a típust.
- Libanon (1982) – szíriai részről
- Indiai–pakisztáni összecsapások (indiai részről): Kargil-háború
- Irak–iráni háború
- Afganisztáni háború – szovjet részről
- Hegyi-Karabah (1992–1994) – örmény és azeri részről
- Öbölháborúk (1991, 2003) – iraki részről
- Jugoszláviai polgárháború (1991–1994) – mindegyik hadviselő fél részéről
- Koszovói konfliktus (1999–2004)
- Csecsenföldi háborúk (1994–1996, 1999–2002)
- Szíriai polgárháború (2011−)
- Orosz–ukrán háború (2022−) – orosz és ukrán részről

## Rendszeresítő államok
- Algéria: 500 db
- Angola: 22 db
- Örményország: 160 db
- Azerbajdzsán: 180 db

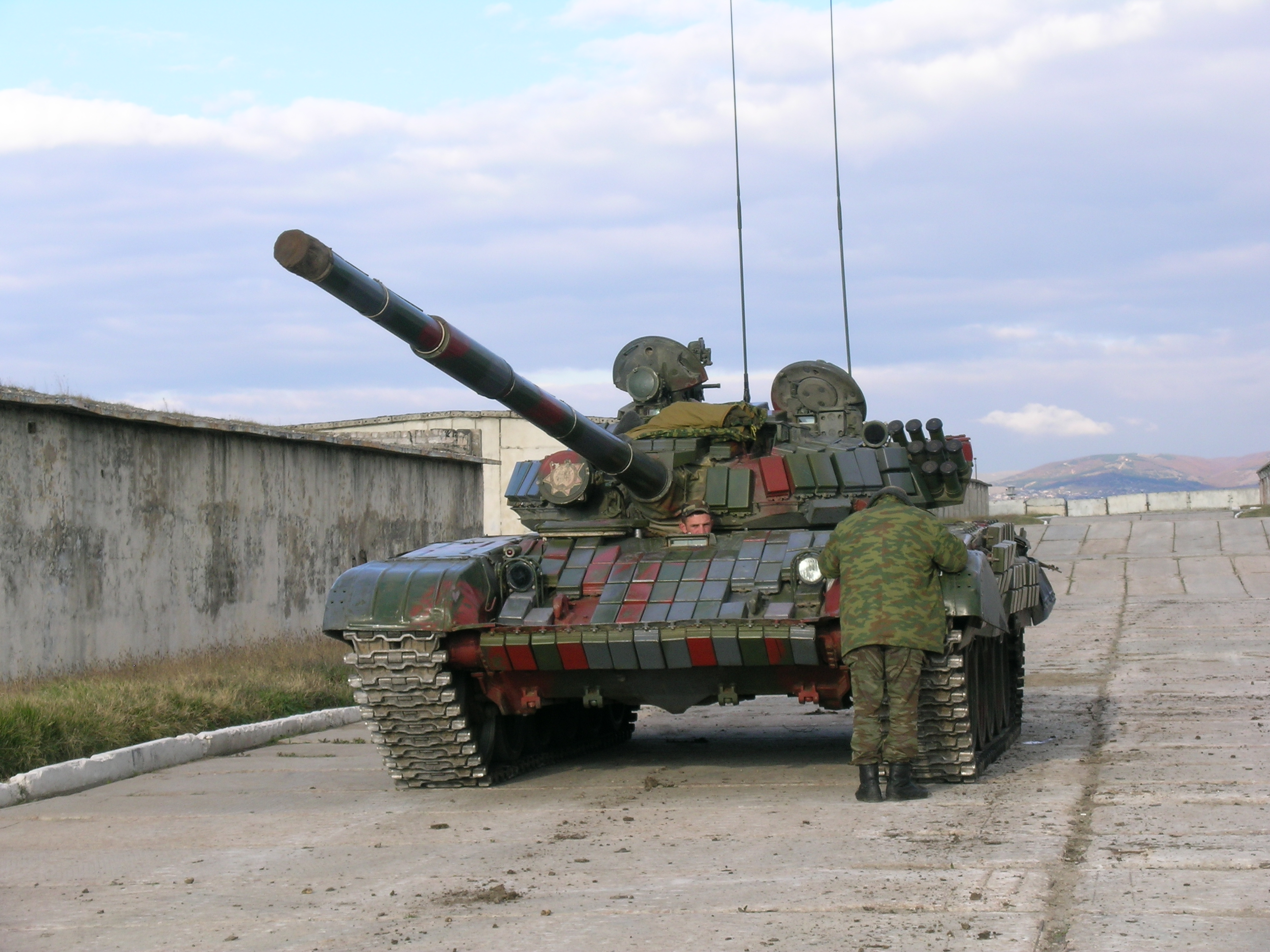
Grúz T–72-es reaktív páncélzattal

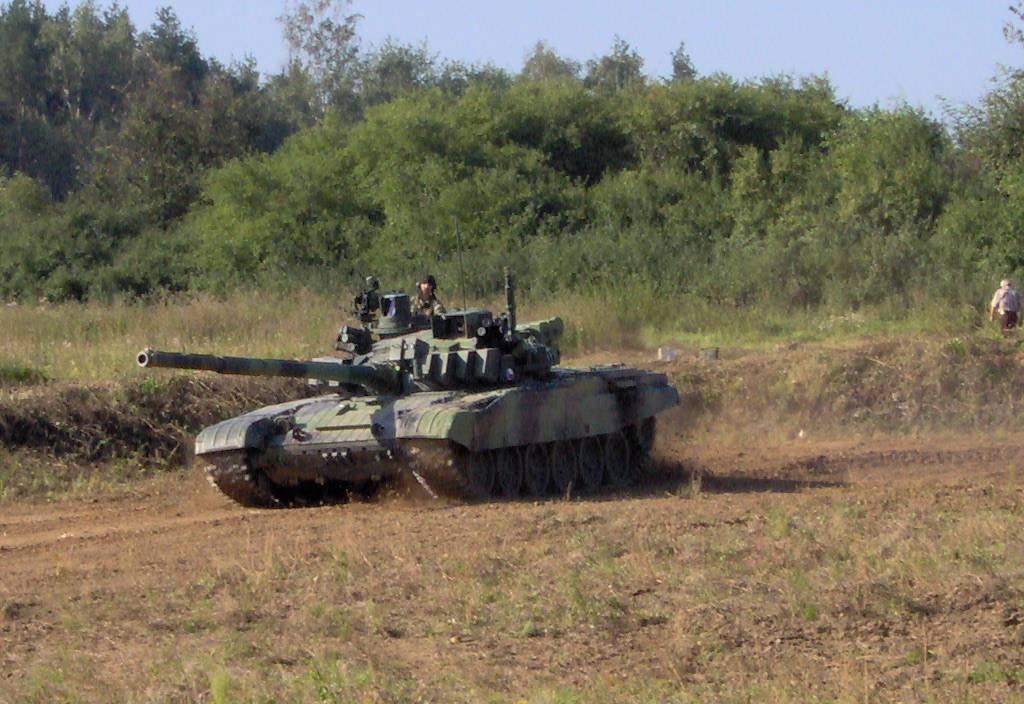
Modernizált cseh T–72M4CZ

- Fehéroroszország: 1465 db
- Bulgária: 430 db
- Kuba: 50 db
- Csehország: 181 db
- Etiópia: 50 db
- Grúzia: 100 db
- Magyarország: 29 db modulrendszerben, 52 db raktáron. Legnagyobb számban 238 db volt.[22] Lásd: A Magyar Honvédség fegyverzete cikk alatt.
- India: 1700 db
- Irán: 480 db
- Irak: 100 db (az új iraki haderőben, ezekből 70 db-ot Magyarország adott)
- Kazahsztán: 300 db
- Kirgizisztán: 210 db
- Líbia: 150 db raktáron (2003-ban)
- Malajzia
- Mongólia: 85 db
- Marokkó: 150 db
- Vietnám: 120-150 db
- Szlovákia: 30 db
- Macedónia: 31 db
- Mianmar: 139 db
- Románia: 30-40 db
- Oroszország: ismeretlen (vélhetően több ezer darab raktáron, több száz megsemmisült az orosz-ukrán háború során)
- Ukrajna: 1200 db
- Szíria: 1100 db